# اولگا لیمبورگ
اولگا لیمبورگ (Lustspielhaus; ۵ آوریل ۱۸۸۱ – ۷ مارس ۱۹۷۰) بازیگر تئاتر و بازیگر سینما اهل آلمان بود.
از فیلم‌ها یا برنامه‌های تلویزیونی که وی در آن نقش داشته‌است می‌توان به بادبزن خانم ویندیرمیر، مادام بوواری، فردای نامشخص، و هدا گابلر اشاره کرد.